# Jean Sincere
Jean Sincere "Sinny" Zambello Mount Vernon, Nova Iorque, 16 de agosto de 1919 - Los Angeles, California,  3 de abril de 2013) foi uma atriz que interpretou Dona Alzira em Os Incríveis. Faleceu aos 93 anos de causas naturais em Los Angeles, California.